# Professor Layton

Luke Triton ed Hershel Layton

Professor Layton (レイトン教授シリーズ?, Reiton-kyōju) è una serie di videogiochi rompicapo sviluppati da Level-5 e pubblicati da Nintendo a partire dal 2007.

## Videogiochi

### Capitoli principali
| Anno | Titolo                                          | Piattaforma/e   |
| ---- | ----------------------------------------------- | --------------- |
| 2007 | Il professor Layton e il paese dei misteri      | Nintendo DS     |
| 2007 | Il professor Layton e lo scrigno di Pandora     | Nintendo DS     |
| 2008 | Il professor Layton e il futuro perduto         | Nintendo DS     |
| 2009 | Il professor Layton e il richiamo dello spettro | Nintendo DS     |
| 2011 | Il professor Layton e la maschera dei miracoli  | Nintendo 3DS    |
| 2013 | Il professor Layton e l'eredità degli Aslant    | Nintendo 3DS    |
| 2025 | Il professor Layton e il nuovo mondo a vapore   | Nintendo Switch |

### Spin-off
| Anno | Titolo                                                           | Piattaforma/e |
| ---- | ---------------------------------------------------------------- | ------------- |
| 2012 | Il professor Layton vs. Phoenix Wright: Ace Attorney             | Nintendo 3DS  |
| 2017 | Layton's Mystery Journey: Katrielle e il complotto dei milionari | Nintendo 3DS  |

### Cellulare
| Anno | Titolo                                                  | Piattaforma/e |
| ---- | ------------------------------------------------------- | ------------- |
| 2008 | Il professor Layton e il palazzo dello specchio mortale | Android, iOS  |
| 2011 | Professor Layton Royale                                 | Android, iOS  |
| 2012 | Layton Brothers: Mystery Room                           | Android, iOS  |

### Ordine cronologico
1. Il professor Layton e il richiamo dello spettro
2. Il professor Layton e la maschera dei miracoli
3. Il professor Layton e l'eredità degli Aslant
4. Il professor Layton e il paese dei misteri
5. Il professor Layton e lo scrigno di Pandora
6. Il professor Layton e il futuro perduto
7. Il professor Layton e il nuovo mondo a vapore

## Personaggi
Hershel Layton
Voce giapponese: Yō Ōizumi
Voce inglese: Christopher Robin Miller
Voce italiana: Oliviero Corbetta
Luke Triton
Voce giapponese: Maki Horikita
Voce inglese: Maria Darling
Voce italiana: Cinzia Massironi
Emmy Altava
Voce giapponese: Saki Aibu
Voce inglese: Emma Tate
Voci italiane: Emanuela Pacotto
Flora Reinhold
Voce giapponese: Mamiko Noto
Voce inglese: Lani Minella
Voci italiane: Cinzia Massironi
Ispettore Chelmey
Voce giapponese: Shirō Saitō
Voce inglese: Christopher Robin Miller
Voce italiana: Francesco Orlando (nei giochi)
Ispettore Grosky
Voce giapponese: Hōchū Ōtsuka
Voce inglese: ?
Voci italiane: Stefano Albertini, Riccardo Rovatti
Don Pablo
Voce giapponese: Minoru Inaba
Voce inglese: Christopher Robin Miller
Voce italiana: Oliviero Corbetta
Katrielle Layton
Voce giapponese: Kasumi Arimura, Kana Hanazawa
Voce inglese: Rosie Jones
Voce italiana: Emanuela Pacotto

## Sinossi
Il paese dei misteri 
Il professore e Luke vengono invitati a Saint-Mystère da Lady Dahlia, vedova del defunto barone Reinhold, per risolvere il mistero della Mela d'oro. Il barone, nel suo testamento, aveva dichiarato che chi avesse risolto questo mistero avrebbe ereditato tutta la sua fortuna, ma nessuno nel villaggio ha idea di cosa sia la Mela d'oro. Luke e Layton dovranno indagare alla ricerca di indizi, risolvendo più di 100 enigmi.
 Lo scrigno di Pandora 
La coppia è impegnata nel tentativo di risolvere il mistero dello scrigno degli Elisi (chiamato anche scrigno di Pandora). Dopo l'infortunio del "mentore" del professore per mezzo dello scrigno, i due partono alla ricerca del misterioso oggetto, con, come unico indizio, un biglietto per un treno, senza alcuna apparente destinazione.
 Il futuro perduto 
Luke e Layton si trovano nella città di Londra per la presentazione di un macchinario che si dice sia in grado di far viaggiare nel tempo. Durante la dimostrazione, un guasto distrugge il marchingegno portando alla scomparsa del primo ministro Bill Hawks e il dr. Stahngun, creatore di questa invenzione. Il professor Layton e Luke decidono così di seguire le indicazioni scritte in una lettera mandata loro da un misterioso individuo che dice di essere Luke tra 10 anni, intraprendendo così un viaggio che porterà la coppia in un mistero colmo di enigmi e problemi.
 Il richiamo dello spettro 
Le vicende si svolgono a Misthallery, una strana città protetta da uno spettro che emerge dalla nebbia quando un misterioso flauto inizia a suonare. Le vicende si svolgono tre anni prima de Il paese dei misteri, infatti l'episodio parla di come Layton e Luke si sono conosciuti e di come quest'ultimo sia diventato il suo apprendista. La coppia dovrà risolvere il mistero di questo misterioso spettro, che inquieta la città di Misthallery.
 La maschera dei miracoli 
Annunciato il 25 novembre 2009 in Giappone, è il quinto gioco della serie del professor Layton, dove le vicende si svolgono subito dopo quelle de L'eterna Diva. Layton, Luke e Emmy si recano, dopo aver ricevuto una lettera da Angela Ledore, vecchia amica di Layton, a Montedore, per risolvere il mistero del Gentiluomo mascherato, che crea scompiglio in città, attraverso l'uso di una maschera miracolosa. Montedore è stata creata dai poteri della maschera, perciò i tre decidono di indagare su quest'ultima.
 L'eredità degli Aslant 
Il gioco, ambientato dopo gli eventi de La maschera dei miracoli, parla di una misteriosa mummia vivente in una cittadina montana e coperta costantemente di neve di nome Frøstborg. Il professore andrà là trovando una ragazza intrappolata nel ghiaccio, scoprendo che appartiene a un'antica civiltà: gli Aslant. Il professore dovrà intraprendere un viaggio intorno al mondo per risolvere questo mistero.
 Il professor Layton vs Phoenix Wright: Ace Attorney 
Il gioco è un crossover che combina i personaggi della serie del professor Layton con quelli di Ace Attorney. I due investigatori stanno indagando sul caso di una città, Labirintia, abitata da alcune streghe.
 Layton's Mystery Journey: Katrielle e il complotto dei milionari 
Il gioco è un sequel de Il futuro perduto, ambientato molti anni dopo gli eventi di quest'ultimo. Protagonista di questo gioco non è più il professore, bensì sua figlia Katrielle. A quanto pare il professore è scomparso nel nulla e nessuno sa dove possa trovarsi. Katrielle così si mette alla ricerca del padre e nel frattempo apre un'agenzia di investigazione. Accompagnata dal suo assistente Ben Greegy e dal cane parlante Sherl O. C. Kholmes, dovrà risolvere 12 casi, anche per dare fama alla sua agenzia.

## Altri media

### Film
- Il professor Layton e l'eterna Diva (2009)

### Libri
- Il professor Layton e il castello errante (2008)
- Il professor Layton e la divinità fantasma (2009)

### Manga
- Il professor Layton e i misteri buffi (2011)